# Giulio Silvestrelli
Giulio Silvestrelli (Ariccia, 11 agosto 1853 – Roma, 5 gennaio 1938) è stato un diplomatico e storico italiano.

## Biografia
Nato ad Ariccia, o probabilmente a Tuscania, era di Luigi, un esponente di un'antica famiglia originaria delle Marche (registrato nell'albo nobiliare come Nobile di Toscanella). Consegue la laurea in Ingegneria civile all'Università di Roma, il 23 agosto 1876. Due anni dopo diventa ufficialmente un diplomatico, il 16 febbraio 1878. Sposò il 5 agosto 1899 Elisabetta Ziegler, da cui ebbe un figlio, Luigi.
Gli anni di attività diplomatica lo portarono a Londra (1894-1895) quale incaricato d'affari, a Pietroburgo, Sofia come Inviato straordinario e ministro plenipotenziario, Berna (dal 1902 al 1904), ad Atene e concluse la sua carriera come ambasciatore a Madrid dal 1905 al 1910. Cessò dal servizio il 20 giugno 1911. 
Durante la pensione si dedicò alla raccolta di fonti e allo studio della storia del Lazio, pubblicandone saggi e monografie.

## Opere
- Cenni sulla tassazione governativa del Regno Unito e sulla tassazione locale dell'Inghilterra, Roma, Tipografia Barbera, 1879, SBN UTO1146516.

- Citta, castelli e terre della regione romana : ricerche di storia medioevale e moderna sino all'anno 1800, Citta di Castello, Tip. dell'Unione Arti Grafiche, 1914, SBN RMS0158108.

- Anticoli Corrado, Roma, Regia Società Romana di Storia Patria, 1916, SBN CUB0599149.
- Castell'Arcione, Roma, Regia Società Romana di storia patria, 1917, SBN CUB0599150.
- Le chiese e i feudi dell'Ordine dei Templari e dell'Ordine di San Giovanni di Gerusalemme nella regione romana, Roma, Tipografia della Reale Accademia dei Lincei, 1917, SBN RLZ0012692.